# Parrocchia di Saint David (Dominica)
La parrocchia di Saint David si trova nella parte orientale dell'isola di Dominica e conta 6.789 abitanti.
Confina a nord con Saint Andrew, a ovest con Saint Joseph, Saint Paul e Saint George e a sud con Saint Patrick.

## Località
Il villaggio più importante è Castle Bruce, con 1.653 abitanti. Tra le altre località ci sono:
- Grand Fond
- Rosalie
- Good Hope
- Petite Soufrière
- Riviere Cyrique
- Morne Jaune
- San Sauveur